# Siergiej Kowalenko (koszykarz)
Siergiej Iwanowicz Kowalenko (ros. Сергей Иванович Коваленко; ur. 11 sierpnia 1947 w Lüshun, zm. 18 listopada 2004 w Kijowie) – radziecki koszykarz, brązowy medalista igrzysk olimpijskich w Meksyku i złoty igrzysk w Monachium. W latach 1975−1980 występował w CSKA Moskwa.

## Osiągnięcia

### Igrzyska olimpijskie
- 1972 –  złoto
- 1968 –  brąz

### Mistrzostwa świata
- 1970 –  srebro

### Mistrzostwa Europy
- 1969 –  złoto
- 1973 –  brąz